# Narchyang
Narchyang (en népalais : न्यारच्याङ) est un comité de développement villageois du Népal situé dans le district de Myagdi. Au recensement de 2011, il comptait 1 626 habitants.